# Usharia hyzha
Usharia hyzha är en insektsart som beskrevs av Irena Dworakowska 1977. Usharia hyzha ingår i släktet Usharia och familjen dvärgstritar. Inga underarter finns listade i Catalogue of Life.